# Jacques F. Acar

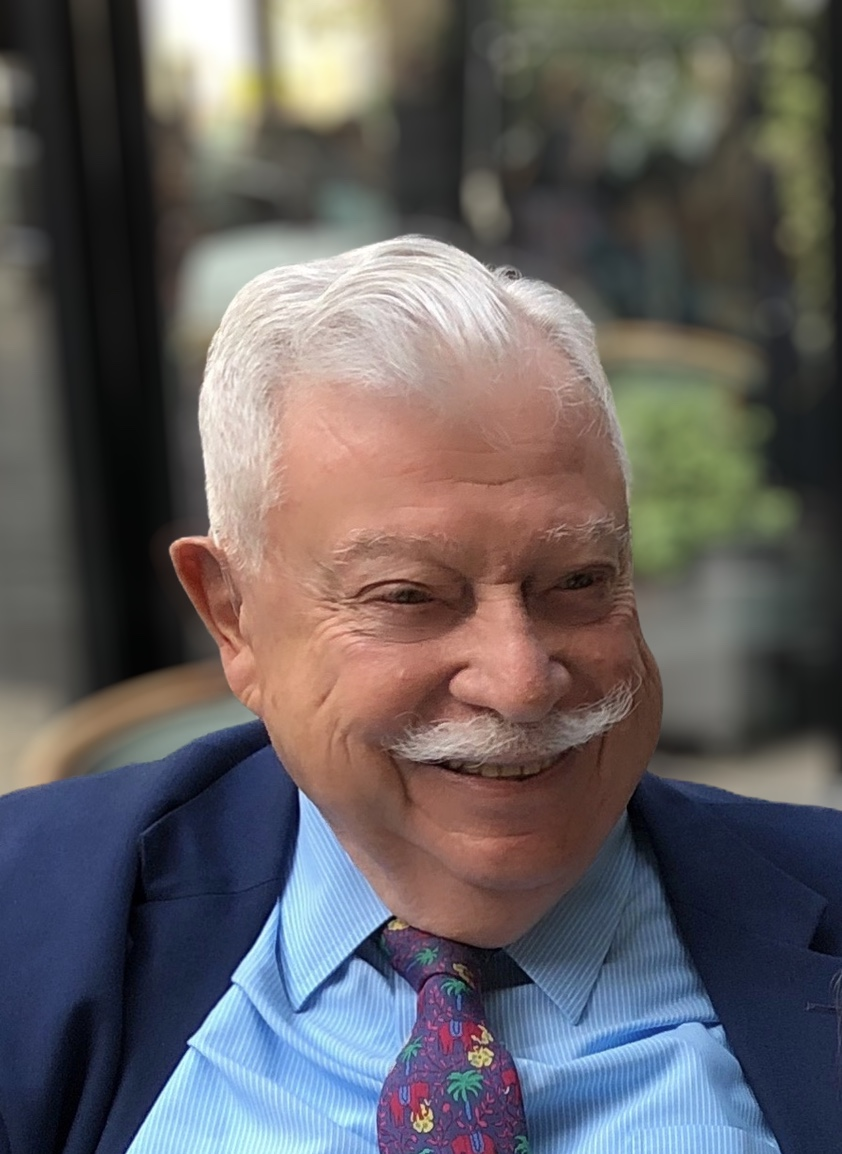
Jacques F. Acar

Jacques Fouad Acar (* 13. April 1931 in Dakar; † 27. März 2020 in Paris) war ein französischer Mediziner und Mikrobiologe.

## Leben
Jacques F. Acar wurde 1931 in Dakar, Französisch-Westafrika geboren. Er verließ Afrika, um ab 1948 Medizin in Paris zu studieren. Nach seinem Abschluss 1954 absolvierte er seine Militärzeit als Felddoktor in Subsahara-Afrika. Anschließend kehrte er nach Paris zurück, wo er 1962 als Klinikleiter für Infektionskrankheiten am Hôpital Bichat-Claude-Bernard ernannt wurde. Von 1966 bis 1999 übernahm er die Leitung für die Abteilung  der Mikrobiologie und Infektionskrankheiten am Pariser Hôpital Saint-Joseph. Von 1973 bis 1980 war er Professor für Medizinische Mikrobiologie an der Universität Pierre und Marie Curie und anschließend bis zum Jahr 2000 dessen Institutsleiter.
Von 1992 bis 1996 war er der Präsident der Arbeitsgruppe Antibiotikaresistenz bei der Weltgesundheitsorganisation. Als Chefredakteur von Clinical Microbiology and Infection war er von 1995 bis 2000 tätig. Außerdem war er ab 1999 bis zu seinem Tod als Berater für die Weltorganisation für Tiergesundheit tätig und ab 2015 beim französischen Gesundheitsministerium für die Arbeitsgruppe Antibiotikaresistenz.
Am 27. März 2020 starb Acar im Alter von 88 Jahren während der COVID-19-Pandemie in Frankreich an den Folgen einer SARS-CoV-2-Infektion. Er war am 22. März 2020 ins Krankenhaus eingewiesen worden, nachdem er sich bei einer Gesundheitskonferenz in den Vereinigten Staaten angesteckt hatte.